# کوه الفنت

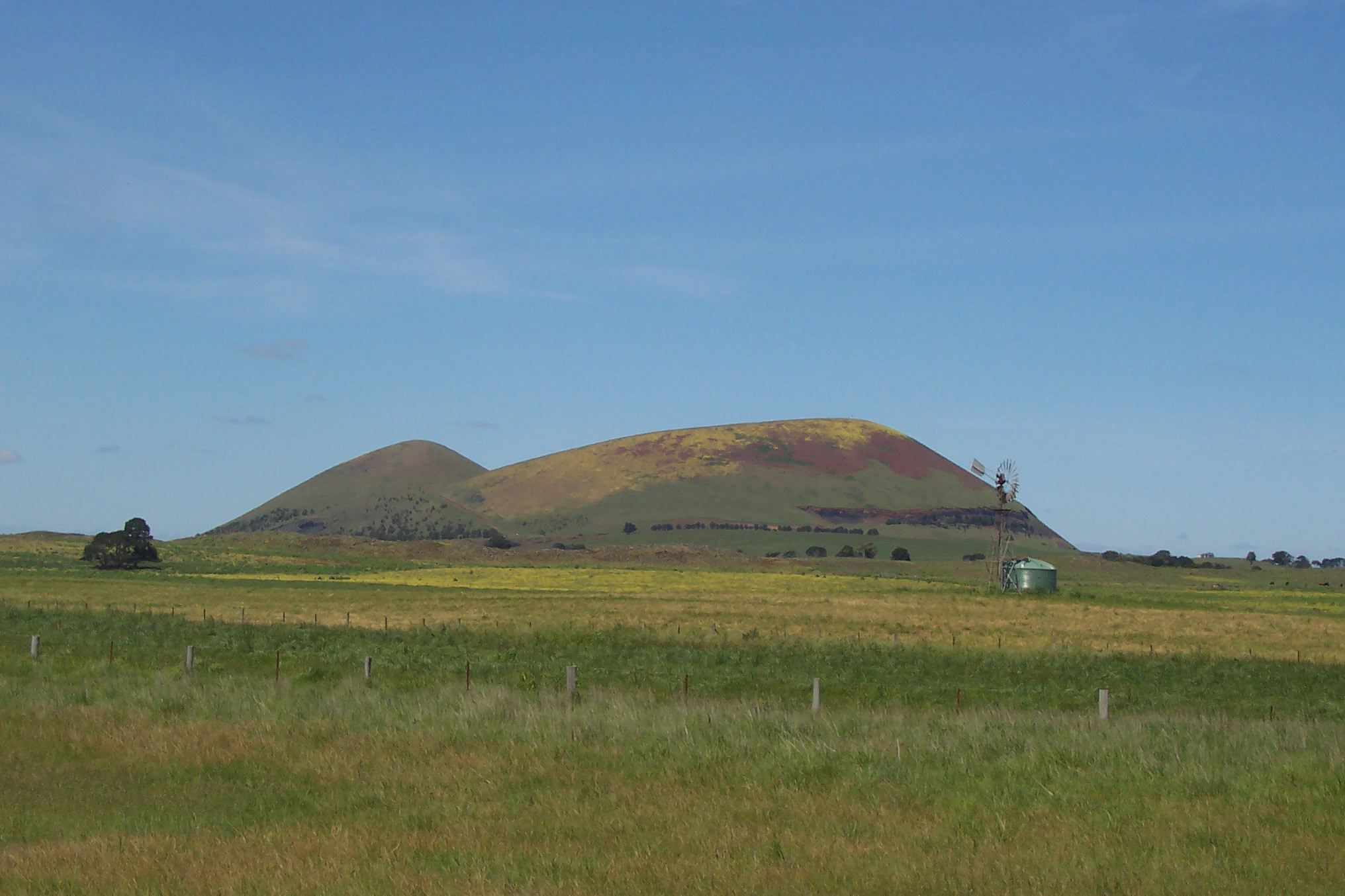
کوه فیل، سال ۲۰۱۰

کوه الفنت به معنی کوه فیل (Mount Elephant) کوهی به بلندی ۳۸۰ متر با هندسهٔ مخروط خاکستر است که در اصل یک آتشفشان خاموش در جنوب غربی ویکتوریای استرالیا است.